# Noturus exilis
Noturus exilis es una especie de peces de la familia Ictaluridae en el orden de los Siluriformes.

## Morfología
• Los machos pueden llegar alcanzar los 15 cm de longitud 
total.

## Distribución geográfica
Se encuentran en Estados Unidos.